# باشگاه والیبال براتیسلاوا
باشگاه والیبال وی کی پی براتیسلاوا (به انگلیسی: VKP Bratislava) باشگاه حرفه‌ای والیبال مستقر در براتیسلاوا اسلواکی است. این باشگاه در سال ۱۹۴۶ تأسیس گشت. براتیسلاو در سال ۱۹۷۹ قهرمان لیگ قهرمانان والیبال اروپا شد و در سه دوره قهرمان لیگ چکسلواکی شد و در حال حاضر با ده قهرمانی در اکسترالیگا پرافتخرترین تیم اسلواکی است.